# Île d'Entrée

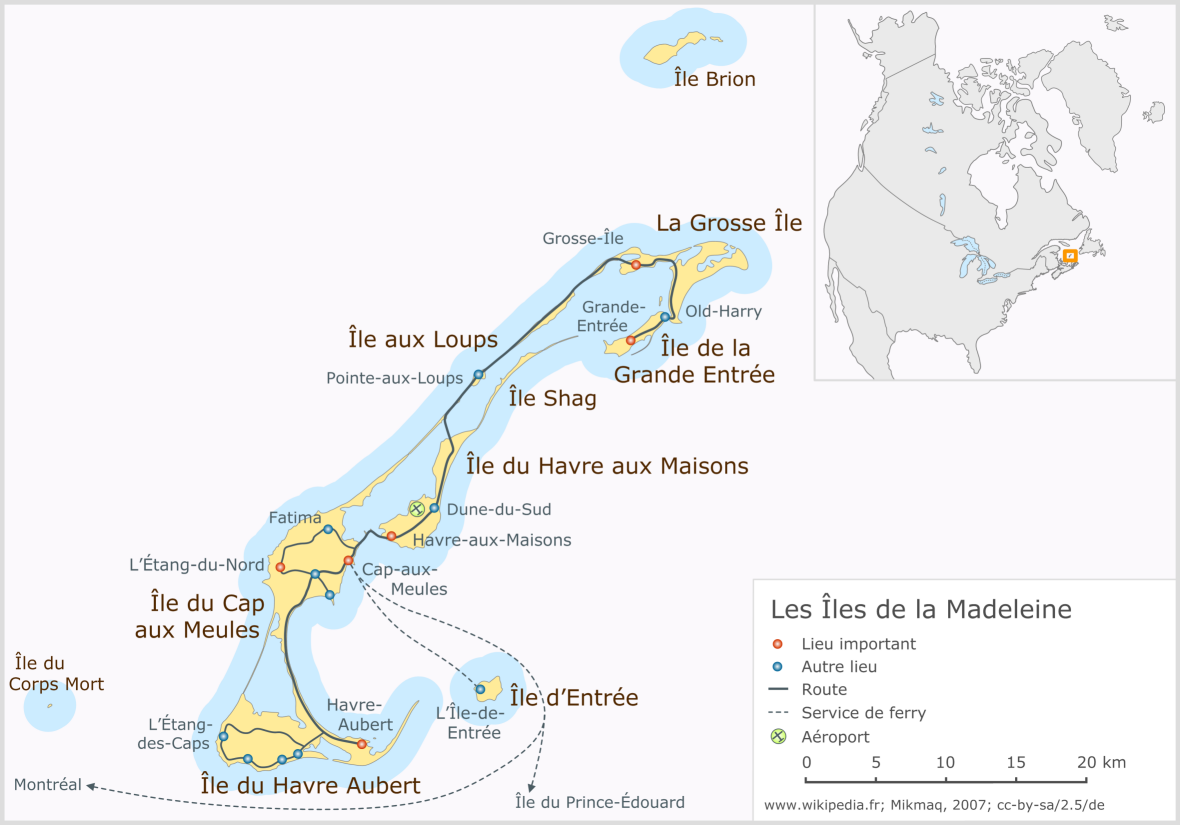
Karta över Îles de la Madeleine. Infällt: öarnas läge i Nordamerika.

Île d'Entrée (engelska: Entry Island) är en ö i Kanada.   Den ligger i provinsen Québec, i den östra delen av landet, 1 100 km öster om huvudstaden Ottawa. Arean är 4,0 kvadratkilometer.  Den ligger i ögruppen Îles de la Madeleine, cirka 15 km från hamnorten Cap-aux-Meules på huvudön Île du Cap aux Meules.
Terrängen på Île d'Entrée är platt. Öns högsta punkt är 151 meter över havet. Den sträcker sig 2,4 kilometer i nord-sydlig riktning, och 2,6 kilometer i öst-västlig riktning.